# ヴァル・キルマー
ヴァル・キルマー（英語: Val Kilmer, 1959年12月31日 - 2025年4月1日）は、アメリカ合衆国の俳優。

## 経歴
カリフォルニア州ロサンゼルス生まれ。母からスウェーデン、父からドイツ、アイルランド、ネイティブアメリカンのチェロキー族の血を引く。幼少の頃に両親が離婚し、ニューメキシコ州に移り住んで祖父母に育てられた。
最年少の17歳で名門ジュリアード音楽院演劇科に入学し、後に著名な俳優となるケヴィン・スペイシーらと共に演劇を学び、数々の舞台に出演。
その後、1983年の『One Too Many』でテレビドラマに初出演。1984年の『トップ・シークレット』で映画デビューを果たし、1986年の『トップガン』では、トム・クルーズ演じるマーヴェリックの同僚パイロット・アイスマン役を演じ注目される存在となる。
1991年、1970年代初頭にかけて活躍したアメリカのロックバンド「ドアーズ」のヴォーカリストであるジム・モリソンの半生を描いた『ドアーズ』に出演し主役を演じた。同作品では吹き替え無しで挑んだ歌とルックスがジム・モリソン本人と瓜二つだと話題になった。
1995年、『バットマン フォーエヴァー』で、主役のバットマン（ブルース・ウェイン）役に抜擢された。
2021年、自身の半生を追ったドキュメンタリー映画『ヴァル・キルマー/映画に人生を捧げた男』が公開された。
2022年、『トップガン マーヴェリック』でアイスマン役を36年振りに再演した。また、結果的に本作が遺作となった。

### プライベート
1988年、映画『ウィロー』で共演したイギリスの女優ジョアンヌ・ウォーリーと1988年3月に結婚し二児（娘・息子）をもうけるが、1996年2月に離婚。息子のジャック・キルマーは俳優として活躍中である。また離婚後、シンディ・クロフォードとの婚約を発表するが、その後破局している。
2015年1月、喉から出血し病院に緊急搬送された、と報道されるが、当人は重病説を否定した。
しかし、2017年5月、Redditでのイベントにてユーザーからの質問に回答し、咽頭がんであった事を認めた。その治療のための手術の結果、以前のようには声を出せない状態となるが、2021年8月、声のクローンを作成するAI技術により、再び自身の声で会話が出来るようになった。

### 死去
2025年4月1日、カリフォルニア州ロサンゼルスにて肺炎により死去。65歳没。

## 主な出演作

### 映画
| 公開年 | 邦題 原題                                                             | 役名                                    | 備考                                            | 日本語吹替                                                                                    |
| ------ | --------------------------------------------------------------------- | --------------------------------------- | ----------------------------------------------- | --------------------------------------------------------------------------------------------- |
| 1984年 | トップ・シークレット Top Secret!                                      | ニック・リヴァース                      |                                                 | 山寺宏一（テレビ朝日版）                                                                      |
| 1985年 | 天才アカデミー Real Genius                                            | クリス・ナイト                          |                                                 | 大塚芳忠                                                                                      |
| 1986年 | トップガン Top Gun                                                    | アイスマン                              |                                                 | 谷口節（フジテレビ版） 桐本琢也（日本テレビ版） 森川智之（ソフト版） 東地宏樹（テレビ東京版） |
| 1987年 | エリオット・バーンズの帰還 The Man Who Broke 1,000 Chains             | エリオット・バーンズ                    | テレビ映画                                      |                                                                                               |
| 1988年 | ウィロー Willow                                                       | マッドマーティガン                      |                                                 | 谷口節（ソフト版） 安原義人（TBS版）                                                          |
| 1989年 | ビリー・ザ・キッド Billy the Kid                                      | ビリー・ザ・キッド                      | テレビ映画                                      |                                                                                               |
| 1989年 | もういちど殺して Kill Me Again                                        | ジャック・アンドリュース                | 別題『もういちど殺して/キル・ミー・アゲイン』   | 江原正士（VHS版） 鈴置洋孝（TBS版）                                                           |
| 1991年 | ドアーズ The Doors                                                    | ジム・モリソン                          |                                                 | 山寺宏一（ソフト版）                                                                          |
| 1992年 | サンダーハート Thunderheart                                           | レイ・リボイ                            |                                                 | 大塚芳忠                                                                                      |
| 1993年 | ブロンディー/女銀行強盗 The Real McCoy                                | J.T.ベイカー                            |                                                 | 井上和彦（ソフト版） 平田広明（テレビ東京版）                                                 |
| 1993年 | トゥルー・ロマンス True Romance                                       | 助言者エルビス                          |                                                 | 荒川太朗（ソフト版） 伊藤栄次（日本テレビ版） 菅原正志（テレビ東京版）                        |
| 1993年 | トゥームストーン Tombstone                                            | ドク・ホリデイ                          |                                                 | 安原義人                                                                                      |
| 1995年 | バットマン フォーエヴァー Batman Forever                              | ブルース・ウェイン / バットマン         |                                                 | 竹中直人（ソフト版） 小杉十郎太（テレビ朝日版）                                               |
| 1995年 | ヒート Heat                                                           | クリス・シヘリス                        |                                                 | 大塚芳忠（ソフト版） 山路和弘（テレビ朝日版）                                                 |
| 1996年 | D.N.A./ドクター・モローの島 The Island of Dr. Moreau                  | モンゴメリー                            |                                                 | 古澤徹（VHS版） 山路和弘（テレビ朝日版）                                                      |
| 1996年 | ゴースト&ダークネス The Ghost and the Darkness                        | ジョン・ヘンリー・パターソン            |                                                 | 磯部勉                                                                                        |
| 1997年 | セイント The Saint                                                    | サイモン・テンプラー                    |                                                 | 磯部勉（ソフト版） 山路和弘（テレビ朝日版）                                                   |
| 1997年 | DEAD GIRL/狂気の愛 Dead Girl                                          | ダーク                                  |                                                 |                                                                                               |
| 1998年 | プリンス・オブ・エジプト The Prince of Egypt                          | モーセ                                  | 声の出演                                        | 寺脇康文                                                                                      |
| 1999年 | アット・ファースト・サイト/あなたが見えなくても At First Sight        | ヴァージル・アダムソン                  | 日本劇場未公開                                  | 山寺宏一                                                                                      |
| 1999年 | グッバイ・ジョー Joe the King                                         | ボブ・ヘンリー                          | 日本劇場未公開                                  | 金尾哲夫                                                                                      |
| 2000年 | レッドプラネット Red Planet                                           | ロビー・ギャラガー                      |                                                 | 西凜太朗                                                                                      |
| 2002年 | THE SALTON SEA ソルトン・シー The Salton Sea                          | ダニー・パーカー / トム・ヴァン・アレン | 別題『ソルトン・シーの復讐』 日本劇場未公開     | 大川透                                                                                        |
| 2002年 | ハードキャッシュ Run for the Money                                    | コーネルFBI捜査官                       | ビデオ作品                                      | 田中正彦                                                                                      |
| 2002年 | ポロック 2人だけのアトリエ Pollock                                    | ウィレム・デ・クーニング                |                                                 | 新垣樽助                                                                                      |
| 2003年 | ボブ・ディランの頭のなか Masked and Anonymous                         | 動物の世話係                            |                                                 |                                                                                               |
| 2003年 | ワンダーランド Wonderland                                             | ジョン・ホームズ                        |                                                 |                                                                                               |
| 2003年 | ミッシング The Missing                                                | 騎兵隊中尉                              |                                                 | 大川透                                                                                        |
| 2003年 | ブラインド・ホライズン Blind Horizon                                  | フランク                                |                                                 | 山路和弘                                                                                      |
| 2004年 | 特捜刑事 スパルタン Spartan                                           | スコット                                | 日本劇場未公開                                  | 不明                                                                                          |
| 2004年 | マインドハンター Mindhunters                                          | ジャック・ハリス教官                    |                                                 | 山路和弘                                                                                      |
| 2004年 | ドラゴン 〜竜と騎士の伝説〜 George and the Dragon                     | El Cabillo                              | クレジットなし                                  |                                                                                               |
| 2004年 | アレキサンダー Alexander                                              | フィリッポス                            |                                                 | 菅生隆之                                                                                      |
| 2005年 | キスキス,バンバン Kiss Kiss Bang Bang                                 | ガイ・ペリー                            |                                                 | 落合弘治                                                                                      |
| 2006年 | 狼の街 10th & Wolf                                                    | ムーサ                                  | ビデオ作品                                      | 田坂浩樹                                                                                      |
| 2006年 | モスクワ・ゼロ Moscow Zero                                            | アンドレイ                              | ビデオ作品                                      | 岩崎ひろし                                                                                    |
| 2006年 | Summer Love                                                           | The Wanted Man                          | ビデオ作品                                      |                                                                                               |
| 2006年 | デジャヴ Deja Vu                                                      | プライズワーラFBI捜査官                 |                                                 | 木下浩之                                                                                      |
| 2006年 | ギャングスター Played                                                 | ディロン                                | ビデオ作品                                      | 郷田ほづみ                                                                                    |
| 2008年 | ゴッド・ランド Conspiracy                                             | アクファーソン                          | ビデオ作品                                      | 小杉十郎太                                                                                    |
| 2008年 | ファイナル・ミッション Columbus Day                                   | ジョン                                  | 兼製作                                          | 不明                                                                                          |
| 2008年 | プリズン・サバイブ Felon                                              | ジョン・スミス                          | ビデオ作品                                      | 山路和弘                                                                                      |
| 2008年 | デルゴ Delgo                                                          | ボガルダス                              | 声の出演                                        | 小杉十郎太                                                                                    |
| 2008年 | 2:22                                                                  | マッズ                                  | ビデオ作品                                      | 不明                                                                                          |
| 2009年 | 人体実験 EX-6 The Steam Experiment                                    | ジミー                                  | ビデオ作品                                      | （日本語吹替版なし）                                                                          |
| 2009年 | シティ・オブ・ブラッド Streets of Blood                               | アンディ                                | ビデオ作品                                      | 森川智之                                                                                      |
| 2009年 | デフロスト The Thaw                                                   | クルーペン博士                          | ビデオ作品                                      | （日本語吹替版なし）                                                                          |
| 2009年 | ハードワイヤー 奪われた記憶 Hardwired                                 | ヴァージル                              | ビデオ作品                                      | 山路和弘                                                                                      |
| 2009年 | スパイ・アサシン Double Identity                                      | ニコラス・ピンター                      | ビデオ作品                                      | 相沢まさき                                                                                    |
| 2009年 | バッド・ルーテナント Bad Lieutenant: Port of Call New Orleans         | スティーヴィー・プルイト                |                                                 | 落合弘治                                                                                      |
| 2010年 | ほぼ冒険野郎 マクグルーバー MacGruber                                 | ディーター・フォン・カンス              | 日本劇場未公開                                  |                                                                                               |
| 2010年 | エネミー The Traveler                                                 | ノーバディ / ドリフター                 | ビデオ作品                                      | （日本語吹替版なし）                                                                          |
| 2010年 | GUN ［ガン］ Gun                                                      | エンジェル                              | ビデオ作品                                      | （日本語吹替版なし）                                                                          |
| 2011年 | キル・ザ・ギャング 36回の爆破でも死ななかった男 Kill the Irishman     | ジョー・マンディツキー刑事              | 日本劇場未公開                                  | 丸山壮史                                                                                      |
| 2011年 | ブラッド・アウト Blood Out                                            | アルトゥーロ                            | ビデオ作品                                      | 山内健嗣                                                                                      |
| 2011年 | 5デイズ 5 Days of War                                                 | ダッチマン                              |                                                 | 牛山裕樹                                                                                      |
| 2011年 | Virginia/ヴァージニア Twixt                                           | ホール・ボルティモア                    |                                                 | 藤真秀                                                                                        |
| 2012年 | ワイアット・アープ リベンジ -荒野の追跡- Wyatt Earp's Revenge         | ワイアット・アープ                      | ビデオ作品                                      | （日本語吹替版なし）                                                                          |
| 2012年 | ルーク・ゴス ヘル・ブレイカーズ Seven Below                           | マコーミック                            | ビデオ作品                                      | （日本語吹替版なし）                                                                          |
| 2012年 | フォース・ディメンション The Fourth Dimension                         | 本人役                                  |                                                 |                                                                                               |
| 2012年 | ライアー・ハウス Breathless                                           | デイル                                  | ビデオ作品 別題『Monster -悪魔のような女たち-』 | 長野伸二                                                                                      |
| 2013年 | プレーンズ Planes                                                     | ブラボー                                | 声の出演                                        | 山口智充                                                                                      |
| 2013年 | パロアルト・ストーリー Palo Alto                                      | スチュアート                            |                                                 | （日本語吹替版なし）                                                                          |
| 2014年 | トム・ソーヤー&ハックルベリー・フィン Tom Sawyer & Huckleberry Finn   | マーク・トウェイン                      |                                                 | 東十條                                                                                        |
| 2017年 | ソング・トゥ・ソング Song to Song                                     | デュアン                                |                                                 | 栗田圭                                                                                        |
| 2017年 | スノーマン 雪闇の殺人鬼 The Snowman                                   | ゲルト・ラフトー                        | 日本劇場未公開                                  | 手塚秀彰                                                                                      |
| 2017年 | ミッシング・タワー The Super                                          | ウォルター                              | 日本劇場未公開                                  | 廣田行生                                                                                      |
| 2019年 | ジェイ&サイレント・ボブ リブートを阻止せよ! Jay and Silent Bob Reboot | ブラントマン                            | カメオ出演                                      | （台詞なし）                                                                                  |
| 2020年 | ソルジャーズ・リベンジ A Soldier's Revenge                            | CJコナー                                |                                                 | N/A                                                                                           |
| 2020年 | デッドヒート Paydirt                                                  | タッカー保安官                          |                                                 | 不明                                                                                          |
| 2021年 | バースデーケーキ:血の粛清 The Birthday Cake                           | アンジェロ                              | 日本劇場未公開                                  | 山路和弘                                                                                      |
| 2021年 | ヴァル・キルマー/映画に人生を捧げた男 Val                             | 本人                                    | ドキュメンタリー映画                            | （日本語吹替版なし）                                                                          |
| 2022年 | トップガン マーヴェリック Top Gun: Maverick                           | アイスマン                              | 遺作                                            | 東地宏樹                                                                                      |

### テレビシリーズ
| 放映年          | 邦題 原題                                     | 役名               | 備考                             | 日本語吹替           |
| --------------- | --------------------------------------------- | ------------------ | -------------------------------- | -------------------- |
| 2004年          | アントラージュ★オレたちのハリウッド Entourage | The Sherpa         | シーズン1第5話「主役を勝ち取れ」 |                      |
| 2007年          | NUMBERS 天才数学者の事件ファイル Numb3rs      | メイソン・ランサー | シーズン4第1話「コルビーの疑惑」 | 高岡瓶々             |
| 2008年          | XIII サーティーン XIII                        | マングース         | ミニシリーズ、計2話出演          | （日本語吹替版なし） |
| 2008年 - 2009年 | ナイトライダー ネクスト Knight Rider          | K.I.T.T.           | 声の出演 計18話出演              | 野島昭生             |
| 2013年          | 人生短し… Life's Too Short                    | 本人               | スペシャル版                     |                      |
| 2014年          | サイク/名探偵はサイキック? Psych              | Detective Dobson   | シーズン8第10話「The Break-Up」  |                      |
| 2022年          | ウィロー Willow                               | マッドマーティガン | アーカイブ映像                   |                      |